# Bruce Benamran
Bruce Benamran (Strasburgo, 1º marzo 1977) è uno youtuber e divulgatore scientifico francese.
È molto conosciuto per il suo canale YouTube e-penser (e-pensiero), in cui parla di programmi di divulgazione scientifica in larga parte. Ha creato il suo account nel mese di agosto 2013 e grazie al successo crescente, ha raggiunto mezzo milione di abbonati nel mese di settembre del 2015.
Nell'autunno del 2015, Bruce Benamran fatto la prima parte dello spettacolo di Alexandre Astier, il Exoconférence.
Nel 2016 ha internazionalizzato il suo concetto di fare e-penser con delle puntate in inglese con il titolo Get it.

## Biografia
Bruce Benamran ha iniziato i suoi studi di classi preparatorie con l'obiettivo di integrare l'ENAC. Tuttavia, non riuscì a superare il concorso, ma ha una equivalenza all'università e ottiene una laurea in Computer Science e una laurea in matematica e poi un Master in Computer all'Università di Strasburgo. 
In seguito ha lavorato come programmatore, Lavoro che poi ha lasciato nel 2006. Ha anche insegnato occasionalmente al BTS. È sposato e ha due figli.

## Canale e-pensiero

### I vari formati di programma

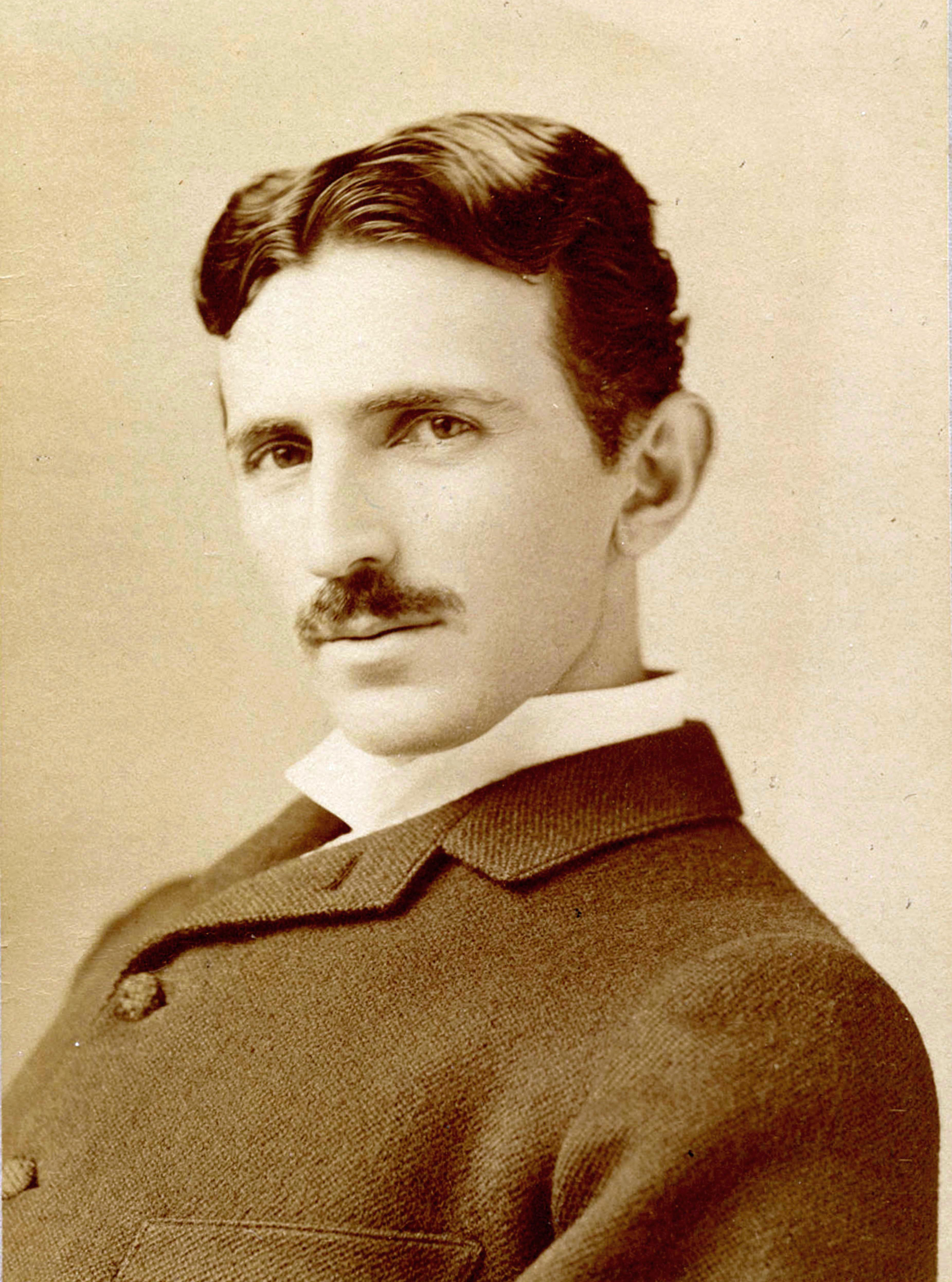
Un ritratto stilizzato di Nikola Tesla è spesso visibile sullo sfondo durante la trasmissione.

Quattro formati di programma convivono nel canale: gli episodi chiamati "classico", la "prova per vecchi", i "quickies" e "flash". Gli episodi classici sono il più lunghi, della durata di 20 o 30 minuti di solito. Essi mirano a rispondere alle domande relativamente generali o ad attuali teorie scientifiche, come la relatività generale e la relatività ristretta.
"La vecchia prova" è uno spettacolo che presenta la storia degli scienziati più o meno famosi in cui l'autore desidera sottolineare il loro ruolo nella scoperta scientifica o la natura inusuale della loro vita. Esso comprende, oltre la misura della circonferenza della Terra di Eratostene, la vita di Guillaume Le Gentil, la costruzione della tavola periodica da Dmitri Mendeleev e lo strano destino di Fritz Haber, che riuscì a "salvare l'umanità cercando di distruggerla".
I Quickies, sono episodi molto più brevi, dell'ordine di una decina di minuti, lo scopo è cercare un maggiore pubblico per affrontare argomenti più mirati, come ad esempio il Campo profondo di Hubble, oppure I numeri dell'universo. In seguito il formato Flash appare anche con brevi video di pochi minuti.
Nel 2015, Bruce Benamran lavora con il collettivo Frenchnerd (tra cui Slimane-Baptiste Berhoun e Francois Berhoun Descraques) per un gioco chiamato "French Quiz"; ma sono anche autori della serie Teoria di palle. In questa serie, il personaggio di Mitch (interpretato da Mathieu Poggi) che ha una teoria pseudo-scientifica descritta come "Teoria psico-quantistica".
Lo spettacolo Breaking Balls è uno spettacolo del canale, pubblicato simultaneamente a quello di La teoria delle sfere; ogni episodio di Rompere le palle, Bruce Benamran, accompagnato da Baptiste Poulain, spiega la teoria presentata da Mitch nei primi cinque episodi al fine di esprimere il proprio parere. Gli argomenti sono principalmente relativi alla meccanica quantistica.

### Critica e finanziamento
Nel settembre 2015, dopo due anni di attività, il canale ha più di 500 000 abbonati e quasi 30 milioni di visualizzazioni. È descritto come uno dei più grandi canali YouTube su argomenti scientifici in francese nel 2015.
Bruce Benamran finanziare la sua catena principalmente attraverso il Crowdfunding, attraverso la piattaforma di Tipeee.

### Ispirazioni
Bruce Benamran ha tratto ispirazione non solo dallo stile dei grandi comunicatori della scienza come: Richard Feynman a Étienne Klein, ma anche youtuber inglesi come Veritasium Vsauce o per iscritto dei suoi episodi e l'idea stessa della creazione catena, e Alexandre Astier per la sua scrittura.

## CanaleGet It
Il 16 gennaio 2016, Bruce Benamran inaugura la versione anglofona di e-penser, intitolata Get it.

## Altre opere
Oltre a Rompere le palle, Bruce Benamran appare in altri due video Frenchball: Le jeu Loup-garou e Frenchquiz #2. Ha anche presentato la sua esperienza sull'e-pensiero in una conferenza TEDx a Ginevra il 16 aprile 2015.
Nell'autunno 2015, Bruce Benamran accompagna il tour di Exoconférence, con Alexandre Astier sulla vita extraterrestre nella prima parte dello spettacolo.
Essa svolge un ruolo nella serie televisiva francese Reboot di Davy Mourier nel 2015.
Il 28 settembre 2015, Bruce Benamran ha annunciato la prossima pubblicazione del suo primo libro, durante lo show: 101 pur 100 in onda su Nolife. Il libro, intitolato: Prenez le temps d'e-penser TOME I, con la prefazione di Alexandre Astier, è stato pubblicato il 4 novembre 2015 dalla casa editrice Marabout.
Il 16 gennaio 2016, Bruce Benamran inaugura la versione anglofona di e-penser, intitolata Get it.
Il 9 settembre 2016, Bruce Benamran annunciò sulla sua pagina Facebook, la futura uscita del suo secondo libro per il 5 ottobre 2016. Il libro si chiama Prendete il tempo di e-pensiero, VOLUME II, prefazione di Étienne Klein.

## Pubblicazioni
- Bruce Benamran, Fisica semplice per menti curiose, 1ª ed., Milano, Corbaccio, 2016  [2015],  p. 359, ISBN 978-88-6700-176-7.
- (FR) Prenez le temps d'e-penser 2, Éditions Marabout, 2016, ISBN 978-2-501-11716-6.